# Etmopterus benchleyi
Etmopterus benchleyi is een lantaarnhaai uit de familie Etmopteridae.
Het dier wordt gevonden in de oostelijke Stille Oceaan van Nicaragua, ten zuiden van Panama en Costa Rica. Deze speciale haai werd in 2015 ontdekt, dit kan mogelijk een teken zijn dat het dier zeldzaam is. De haai is eveneens de enige uit het geslacht Etmopterus die te vinden is aan de Pacifische kust van Centraal-Amerika.

## Kenmerken
Etmopterus benchleyi is zwart gekleurd met witte aftekeningen rondom de mond en de ogen. De maximale lengte van mannelijke exemplaren  is 32,5 cm, terwijl de maximale lengte van de vrouwelijke exemplaren maar liefst 51,5 cm bedraagt. Deze soort onderscheidt zich van andere leden van de familie door het hebben van dichte concentraties dentikels in de huid nauw rond de ogen en de kieuw openingen. Nog een reden waarom dit dier zo speciaal is, is omdat deze haai licht kan geven op bepaalde momenten. Aangezien het dier op grote diepte leeft zou de afwisseling van licht en donker een mogelijke jachttechniek kunnen zijn.

## Oorsprong van de wetenschappelijke naam
De haai werd geïdentificeerd en benoemd door haaienonderzoeker Vicky Vásquez. De soortaanduiding benchleyi is afgeleid van Peter Benchley, de auteur van de in 1974 uitgebrachte roman Jaws dat werd gebruikt als basis voor Steven Spielbergs blockbusterfilm met dezelfde naam.

## Leefomgeving
Etmopterus benchleyi is een zoutwatervis. Het is een diepzeehaai die voorkomt tussen de 836 en de 1443 meter onder de zeespiegel.
1. ↑  (en) Etmopterus benchleyi op de IUCN Red List of Threatened Species.